# Mecklenburg-Schwerin
Mecklenburg-Schwerin var et hertugdømme (siden 1815 storhertugdømme) i det nordlige Tyskland, skabt da Albrecht 2. af Mecklenburg og hans bror John fik titel som hertuger af Mecklenburg af den Hellige Romerske Kejser Karl 4. Styret af Huset Mecklenburg forblev området forholdsvis fattigt i det Tysk-Romerske Rige.

## Historie
På Tacitus’ tid beboede vandalerne Mecklenburg.

### Under obotritterne
Under folkevandringstiden indvandrede slaviske folk, særlig besatte obotritterne den vestlige del af Mecklenburg. Af deres hovedby Michilinburg (måske af det gammeltyske ord mikle = stor, dog snarere af det slaviske navn Mikol = Nikolaus [Niklot]) findes endnu voldrester ved flækken Mecklenburg syd for Wismar. Karl den Store blev indkaldt af obotritfyrsten Witzin mod wilzerne eller welataberne og tvang disse til underkastelse. I 808 gjorde den danske konge Gudfred indfald i obotritternes land og erobrede flere fæstninger.

### Knud Lavard
Under kejser Otto 1. oprettedes bispedømmerne Havelberg i 946 og Oldenburg i Vagrien i 948, og kristendommen begyndte nu at brede sig blandt de slaviske folk. I 983 skete blandt slaverne et almindeligt frafald fra kristendommen, og slavernes mægtigste fyrste Henrik (c. 1100), der fik kongetitlen, gjorde intet for kristendommens udbredelse, kun i hans residensstad, Lübeck, fandtes kirker. Ved Henriks søns død udnævnte kejser Lothar Knud Lavard til obotritternes konge og overdrog ham det ledige herskersæde som sachsisk len i 1125. Dette måtte han dog først ved våbenmagt sætte sig i besiddelse af. Hans herredømme var af kort varighed, da han allerede 1131 faldt for Magnus’ hånd.

### Henrik Løve
Efter langvarige krige lykkedes det hertug Henrik Løve af Sachsen fuldstændig at undertvinge obotritterne, hvis fyrste Niklot faldt i slaget. Henrik Løve lod nu tyske kolonister nedsætte sig i Mecklenburg og oprettede et bispesæde i Schwerin og senere et i Ratzeburg. Niklots søn Pribislav, stamfaderen til de senere regerende fyrster, fik dog efter at have omvendt sig til kristendommen atter sit land i 1167 og indlemmede det i 1170 i Det tyske Rige, idet han af kejser Frederik 1. fik rigsfyrsteværdigheden; dog blev Schwerin med omegn udskilt og overgivet som grevskab til den tapre ridder Guncelin von Hagen. Blandt befolkningen begyndte en så betydelig aftagen af slaverne, at disse i det 14. århundrede kun kan påvises på ganske enkelte ufrugtbare steder. Efter Pribislavs død (i 1178?) blandede den danske konge Knud Valdemarsøn sig med held i de temmelig forvirrede forhold i Mecklenburg og antog efter sejren i 1185 over Bogislav af Pommern titel af "Vendernes konge". Efter hans død i 1202 fortsatte Valdemar 2. hans erobringsplaner, og i 1214 anerkendte kejser Frederik 2. alle de erobringer, som Knud og Valdemar havde gjort hinsides Elben og i Slavien, for bestandig for dansk besiddelse. Ifølge denne afståelse tvang Valdemar også greverne af Schwerin til underkastelse. Efter Valdemars tilfangetagelse i 1223 og Slaget ved Bornhøved i 1227 var de danskes magt i Nordtyskland fuldstændig brudt, og Mecklenburg gav sig atter ind under det kejserlige lensforhold og blev en del af det tyske rige.

### Delinger
I 1229 fandt den første landdeling sted, hvorved der fremstod linjerne Parchim, Rostock, Werle-Güstrow og Mecklenburg. Henimod to trediedele af Mecklenburg tilhørte dog dengang Sachsen, Brandenburg, Pommern, Schwerin og biskopperne af Ratzeburg og Schwerin. Linjen Parchim uddøde 1315, linjen Rostock 1314. Den tredje linje, der 1316—37 delte sig i Güstrow, Goldberg og Waren, uddøde fuldstændig 1436. Den eneste tiloversblevne linje var således Mecklenburg, hvis stifter Johan døde i 1264. Hans sønnesøn, Henrik 2. Løve, erhvervede 1304 landet Stargard som brandenburgsk len, og efter at både han og den danske konge Erik Menved havde belejret Rostock 1311 og 1312, udnævntes han til byens skytsherre under kong Eriks overhøjhed. 1323 måtte han tage landene Rostock, Gnoien og Schwan til arveligt len af Danmark. I 1347 erklærede kejser Karl 4. Stargard og de andre lande, som herrerne af Mecklenburg havde taget til len af Brandenburg, for umiddelbare len af det romerske Rige og ophøjede 1348 fyrsterne af Mecklenburg til hertuger.

### Albrecht af Mecklenburg
I 1363 lykkedes det hertug Albrecht 2. (1329—79) at bringe sin søn Albrecht på den svenske trone efter kong Magnus. Denne var blevet afsat af sine undersåtter, der i stedet for valgte hans søstersøn, den unge Albrecht af Mecklenburg. Efter Slaget ved Falköping i 1389 kom den svenske kong Albrecht i dansk fangenskab, af hvilket han først blev løskøbt 1395. Han vendte nu tilbage og søgte at bringe orden i Mecklenburg, hvor der efter hans broders og brodersøns tidlige død i 1384 og 1388 næsten fuldstændig herskede anarki. Hans søn, Albrecht 5. (død 1423), der regerede i fællesskab med sin fætter Johan 4., stiftede universitetet i Rostock. Da den før omtalte tredje linje, det såkaldte Werlesche Hus, uddøde 1436, og dets besiddelser tilfaldt den mecklenburgske linje, rejste Brandenburg fordring på arvehyldning for Venden, og efter en langvarig og heftig krig måtte det Mecklenburgske Hus 1442 gå ind på Brandenburgs fordring for alle dets lande.

### Fra reformationen til 30-årskrigen
I 1526 indførtes reformationen og anerkendtes 1549 af stænderne som landsreligion. I 1555 skete med stændernes bevilling en deling af landene mellem Johan Albrecht 1. og hans broder Ulrik. Sidstnævnte fik den vestlige del med Schwerin, førstnævnte den østlige med Güstrow. Begge fyrster gav landet en ny kirke- og skoleforfatning, omtrent på samme tid blev også alle klostre og gejstlige stifter inddragne og for størstedelen omdannede til domæner. I 1610—21 var landene atter forenede, men der efter deltes de mellem brødrene Adolf Frederik 1., der fik Mecklenburg-Schwerin, og Johan Albrecht 2., der fik Mecklenburg-Güstrow, dog blev landdagene fælles og afholdtes afvekslende i Sternberg og Malchin.

### 30-årskrigen
I begyndelsen af 30-årskrigen sluttede Mecklenburg sig til det nedersachsiske forsvarsforbund i 1623, og da kong Christian 4. af Danmark var valgt til kredsoberst for dette forbund og snart begyndte at vise sine fjendtlige hensigter mod kejseren, søgte fyrsterne af Mecklenburg dog hårdnakket at bevare tilsyneladende neutralitet samtidig med, at de trods kejserens indstændige opfordring vægrede sig ved at slutte sig til denne. Da de efter Christian 4.s nederlag ved Lutter am Barenberg tillod de danske at trække sig ind i Mecklenburg og senere også viste imødekommenhed over for svenskerne, lykkedes det Wallenstein den 19. januar 1628 at få overdraget hertugdømmerne Mecklenburg samt Fyrstendømmet Sagan som et pant for sine for kejseren gjorte krigsudlæg, ja den 26. januar samme år blev Mecklenburg endog solgt til Wallenstein, og den 1. februar 1630 blev arvehyldningen aflagt i Güstrow. De fordrevne fyrster fik imidlertid pludselig hjælp fra den svenske konge Gustav Adolf, der landede med en lille, men udvalgt hær på den pommerske kyst 24. juni—4. juli 1630.
Efter svenskernes tab ved Nördlingen 1634 udsonede hertugerne af Mecklenburg sig med kejseren ved fredsslutningen i Prag i 1635 og løste således det februar 1632 tilsyneladende så fast sluttede forbund med svenskerne. Disse hævnede sig ved at holde alle deres støttepunkter i Mecklenburg besatte, og da Mecklenburg nu for en stor del 1637—38 blev skueplads for krigen, hærgedes landet på det frygteligste. Dette gentog sig atter 1643—44, da den svenske general Lennart Torstenson drog gennem landet, og den kejserlige hær fulgte efter. Ved Den westfalske Fred 1648 måtte hertugerne afstå byen Wismar samt amterne Poel og Neukloster til Sverige, men fik til erstatning de ophævede bispefyrstendømmer Schwerin og Ratzeburg samt johannitterkommenderne Merow og Nemerow.

### Store Nordiske Krig
I 1695 uddøde linjen Güstrow. Da hertug Friedrich Wilhelm af Mecklenburg (1692—1713) nu ville inddrage hele landet under sig, nedlagde hans onkel Adolf Friedrich protest. Efter længere stridigheder sluttedes ved kejser Leopold 1.s mægling det hamburgske forlig af 8. marts 1701. Ved dette fik Adolf Frederik 2. Stargard samt Merow, Nemerow og Fyrstendømmet Ratzeburg og blev således stifter af linjen Strelitz, mens Frederik Vilhelm, der blev betegnet som den virkelige efterfølger af de güstrowske hertuger, fik det øvrige langt større landområde og retten til at åbne og slutte landdagene. 1711—12 led Mecklenburg betydelig under Den Store Nordiske Krig.
Efter lang tids indre tvist afsluttedes den 18. april 1755 under hertug Christian Ludvig (1747—56) arveforliget i Rostock, ved hvilket særlig skatteydelserne for riddergodsernes vedkommende blev fastslåede. Under Frederik Frans 1. (1785—1837) erhvervedes Wismar samt amterne Poel og Neukloster. Ved den juni 1803 med Sverige afsluttede traktat blev nævnte landsdele overladte Frederik Frants for en sum af 1 1/4 mio. thaler, som et pant for 100 år, med den bestemmelse, at Sverige først efter denne tid atter kunne gøre sin indløsningsret gældende ved betaling af summen. Denne bestemmelse blev ophævet 1903, da den dog ikke kunde virkeliggøres over for et medlem af det tyske rige, som Mecklenburg da var blevet.

### Napoleonskrigene og Rhinforbundet
I efteråret 1806 bredte krigene, under den franske invasion, sig ind på Mecklenburgs territorium, og allerede i slutningen af november samme år blev Mecklenburg-Schwerin indlemmet i det franske kejserdømme. Heldigere var den dygtige Karl af Mecklenburg-Strelitz (1794—1816), hvis land ikke blev okkuperet. I 1807 blev hertugen af Schwerin ved Ruslands hjælp genindsat, men måtte året efter tiltræde Rhinforbundet. 1813—15 deltog Mecklenburg i krigen mod Frankrig og Danmark. I 1815 fik begge hertugerne ved Wienerkongressen storhertugelig værdighed og kongelig rang. I 1819 ophævedes livegenskabet.

### Efter Wienerkongressen
I Mecklenburg-Schwerin fulgte som regenter Paul Frederik (1837—42) og hans søn Frederik Frans 2. (1842—83), i Mecklenburg-Strelitz Georg (1816—60) og hans søn Frederik Vilhelm (født 1819). Da han døde i 1904, efterfulgtes han af Adolf Frederik 5., som den 11. juni 1914 afgik ved døden i Berlin. Efter ham blev husets sidste skud, Adolf Frederik 6. storhertug, og da han den 23. februar 1918 tog sig af dage, blev Frederik Frantz 4. af Mecklenburg-Schwerin storhertug. Han abdicerede 14. november 1918. Urolighederne 1848, der særlig i Schwerin og Rostock antog en tumultagtig karakter, hidførte åbningen af en overordentlig landdag, på hvilken en på almindelig valgret hvilende valglov blev vedtaget. Den ny forsamling trådte sammen i slutningen af oktober, men efter, at den strelitzske regering og ridderskabet havde henvendt sig med en klage til det Tyske Forbund, erklærede en forbundsvoldgiftsret i september 1850 den ny forfatning for ugyldig og pålagde storhertugen af Mecklenburg-Schwerin at indkalde en landdag i overensstemmelse med det grundlovsmæssige arveforlig af 1755. Således genoprettedes den gamle patrimonial-stænderske privilegiestat med dens tredelelighed mellem landherskabet, ridderskabet og byerne, og en reaktionsperiode i lovgivningen tiltrådte.

### Det Nordtyske Forbund og Det Tyske Kejserrige
I 1866 indtrådte begge stater nødtvungent i Det Nordtyske Forbund, og i 1867 indtrådte de i toldforening og bestod også efter det Tyske Kejserriges samling i 1871. I 1873 afsluttedes en militærkonvention med Preussen. I 1871 fik den mecklenburgske deputerede Büsing på den tyske rigsdag vedtaget den tilsætning i rigsforfatningen, at der i enhver forbundsstat skulle findes en af befolkningens valg fremgået forsamling, hvis tilslutning var nødvendig ved enhver landslov og ved fastsættelsen af statshusholdningen. Frederik Frants 2. efterfulgtes af sin søn Frederik Frans 3. (død 1897) og dennes søn Frederik Frans 4. (født 1882), en broder til dronning Alexandrine af Danmark, hvis onkel hertug Johan Albrecht under hans umyndighed indtil 1901 som regent overtog regeringen. Den 14. november 1918 gav han afkald på tronen.

### Mellemkrigstiden
I oktober 1918 abdicerede den tyske kejser og alle monarkier i Tyskland afskaffedes. Her efter blev staten oprettet som Fristaten Mecklenburg-Schwerin, der blev slået sammen med Fristaten Mecklenburg-Strelitz i januar 1934 til et samlet Mecklenburg.

### Efter 2. verdenskrig
Efter afslutningen af 2. verdenskrig blev det lagt sammen med Forpommern og dannede den nye stat Mecklenburg-Vorpommern.

## Dronninger i Danmark
Flere hertuginder af Mecklenburg-Schwerin er igennem tiden blevet prinsesser eller dronninger af Danmark. Det gælder:
- Sophie (1557-1631, dronning fra 1572, gift med Frederik 2.)
- Sophie Frederikke (1758-1794, gift med Arveprins Frederik og mor til Christian 8.).
- Charlotte Frederikke (1784-1840, blev dog skilt fra Christian 8. inden han blev konge, mor til Frederik 7.)
- Alexandrine (1879-1952, dronning fra 1912, gift med Christian 10.)